# Старые Ширданы
Старые Ширданы — деревня в Зеленодольском районе Татарстана. Входит в состав Большеширданского сельского поселения.

## География
Находится в западной части Татарстана на правобережье Волги на расстоянии приблизительно 1,5 км по прямой на запад от южной границы посёлка Нижние Вязовые.

## История
Известна с времен Казанского ханства.

## Население
Постоянных жителей было: в 1782 году — 45 душ мужского пола, в 1920 — 135, в 1926 — 335, в 1938 — 182, в 1949 — 137, в 1958 — 156, в 1970 — 126, в 1979 — 79, в 1989 — 32, в 2002 — 14 (татары 64 %, русские 36 %), 28 — в 2010.